# Aryabhata
Aryabhata {sanskrt आर्यभटः; 476. – 550.) bio je indijski matematičar i astronom, prvi iz klasičnog razdoblje indijske matematike i astronomije. Najpoznatija djela su mu Āryabhaṭīya (499.) i Arya-siddhanta.

## Vanjske poveznice
- Eugene C. Clark's 1930 English translation  Arhivirana inačica izvorne stranice od 24. prosinca 2009. (Wayback Machine) of  The Aryabhatiya at scribd.com
- Eugene C. Clark's 1930 English translation of The Aryabhatiya in various formats at the Internet Archive.
- Aryabhata and Diophantus' son, Hindustan Times Storytelling Science column, Nov 2004
- http://www.hindu.com/2007/06/25/stories/2007062558250400.htm
- http://www.wilbourhall.org/  (Surya Siddhanta translations)